# Modestas Paulauskas
Modestas Paulauskas (ur. 19 marca 1945 w Kretyndze) – litewski koszykarz i trener. Brązowy medalista Letnich Igrzyskach Olimpijskich w Meksyku i złoty medalista Letnich Igrzyskach Olimpijskich w Monachium.

## Osiągnięcia

### Drużynowe
- dwukrotny brązowy medalista mistrzostw ZSRR (1971, 1973)

### Indywidualne
- trzykrotny uczestnik FIBA All-Star Games (1969, 1971–1972)
- Zaliczony do 50 Najlepszych Zawodników w historii rozgrywek FIBA (1991)[1]
- 7-krotny Sportowiec Roku Litwy (1965–1967, 1969–1972)[1]
- Klub Żalgiris Kowno zastrzegł należący do niego numer 5

### Reprezentacja
Drużynowe
- Mistrz:
  - świata (1967, 1974)[1]
  - Europy (1965, 1967, 1969, 1971)[1]
  - olimpijski (1972)[2]
  - Europy U–18 (1964)[3]
- Brązowy medalista:
  - mistrzostw:
    - świata (1970)[1]
    - Europy (1973)[1]

  - olimpijski (1968)[2]

Indywidualne
- MVP Eurobasketu (1965)[1]
- Zaliczony do składów najlepszych zawodników mistrzostw:
  - świata (1967, 1970)
  - Europy (1967, 1971)
- Lider strzelców mistrzostw Europy U–18 (1964)[4]

## Odznaczenia
- Krzyż Komandorski Orderu Wielkiego Księcia Giedymina – 1995[5]